# Liste der Naturschutzgebiete in der Stadt Frankfurt (Oder)
In der brandenburgischen Stadt Frankfurt (Oder) gibt es sieben Naturschutzgebiete (Stand Februar 2017).
| Name des Gebietes                                  | Bild           | Kennung | WDPA   | Landkreis / Stadt                                   | Beschreibung / Bemerkungen | Standort | Fläche in Hektar | Datum der Verordnung |
| -------------------------------------------------- | -------------- | ------- | ------ | --------------------------------------------------- | --- | -------- | ---------------- | -------------------- |
| Booßener Teichgebiet                               |                | 1602    | 389578 | Landkreis Märkisch-Oderland, Stadt Frankfurt (Oder) | | Position | 103,92           | 21.03.2000           |
| Eichwald und Buschmühle                            | weitere Bilder | 1187    | 162893 | Stadt Frankfurt (Oder)                              | | Position | 234,44           | 16.05.1990           |
| Fauler See/Markendorfer Wald                       |                | 1526    | 318386 | Stadt Frankfurt (Oder)                              | | Position | 171,09           | 04.04.2003           |
| Fledermausquartier Brauereikeller Frankfurt (Oder) |                | 1583    | 378081 | Stadt Frankfurt (Oder)                              | | Position | 1,34             | 26.01.2006           |
| Mittlere Oder                                      |                | 1410    | 329522 | Stadt Frankfurt (Oder), Landkreis Oder-Spree        | | Position | 1444,19          | 16.06.2004           |
| Oberes Klingetal                                   | weitere Bilder | 1521    | 164880 | Stadt Frankfurt (Oder)                              | Im Naturschutzgebiet wurden 2020 vierzig Bäume gefällt. Ihre Schatten gefährdeten den Bestand an Breitblättrigem Knabenkraut. | Position | 19,16            | 25.04.1996           |
| Oderwiesen nördlich Frankfurt                      | weitere Bilder | 1172    | 164917 | Stadt Frankfurt (Oder)                              | | Position | 220,12           | 16.05.1990           |